# フルーリー＝レゾブレ
フルーリー＝レゾブレ （Fleury-les-Aubrais、ラテン語:Floriacum）は、フランス、サントル＝ヴァル・ド・ロワール地域圏、ロワレ県のコミューン。

## 地理
フルーリー＝レゾブレは、オルレアンの森の西端にある。コミューン面積の108ヘクタールがオルレアンの森にあたる。

## 歴史
ベネディクト会派のフルーリー修道院（現在のサン・ブノワ・シュル・ロワール）から一部の修道士たちがやってきて、オルレアンの北に定住し、フルーリー礼拝堂をつくった。野菜を作る農村は、1907年まではフルーリー＝オー＝シュー（Fleury-aux-Choux）と呼ばれていた。
1843年3月2日、レゾブレ（Les Aubrais）という名の場所に鉄道駅ができた。この駅が、コミューン全体の魅力の中心となった。普仏戦争中の1870年、現在のエド地区で仏普間の激しい戦闘が起きた。
言い伝えでは、1905年3月30日にレゾブレ駅を通過したスペイン王アルフォンソ13世がまちの名を馬鹿にしたことから、1907年の改名につながったという。
第二次世界大戦中の1944年、レゾブレ駅は連合国軍側の爆撃で破壊され、隣接する建物にも影響を与えている。フルーリー＝レゾブレは同じ年の8月18日に解放された。1961年に現在の駅ができた。フルーリー＝レゾブレを通過するオルレアン・トラムが2000年に開通した。

## 交通
- 鉄道 - オルレアン駅が袋小路の状況にあることから、オルレアン市街と行き来する主要路線ほとんどが利用するのがレゾブレ駅である。この駅から一日7000人が乗車する。乗客の大半は毎日パリへ通勤するため乗車する。
- 道路 - オルレアン接線がまちを通過するので、一日のコミューン交通量が51,500台ある。国道20号線もまちを通っており、この部分を利用する台数は18,000台である。
- トラム - Transports de l'agglomération orléanaiseが運営するトラム路線、バス路線がある。

## 教育
コミューン内には専門学校1校、コレージュ2校、学校団体が7校ある。2003年にはジャック・ブレル幼稚園が増築された。

## 人口統計
| 1962年 | 1968年 | 1975年 | 1982年 | 1990年 | 1999年 | 2008年 |
| ------ | ------ | ------ | ------ | ------ | ------ | ------ |
| 10756  | 13180  | 16842  | 19758  | 20673  | 20702  | 21203  |

参照元:1962年までCassini de l'EHESS1968年以降INSEE · 

## 姉妹都市
- グラチャニツァ、ボスニア・ヘルツェゴビナ
- フォルミア、イタリア